# Кискакулбаш
Кискакулбаш (баш. Ҡыҫҡаҡулбаш) — деревня в Буздякском районе Республики Башкортостан Российской Федерации. Входит в состав Кузеевского сельсовета.

## География

### Географическое положение
Расстояние до:
- районного центра (Буздяк): 40 км,
- центра сельсовета (Кузеево): 6 км,
- ближайшей ж/д станции (Буздяк): 36 км.

## Население
| 2002 | 2009 | 2010 |
| ---- | ---- | ---- |
| 35   | ↗37  | ↘34  |

Согласно переписи 2002 года, преобладающие национальности — башкиры (51 %), татары (49 %).